# Oto Nemsadze
Oto Nemsadze (ur. 18 czerwca 1989 w Gori) – gruziński piosenkarz. Reprezentant Gruzji w Konkursie Piosenki Eurowizji 2019.

## Życiorys
Od najmłodszych lat uczył się śpiewać. W 2010 zwyciężył w finale piątej edycji programu Geostar. W 2014 zajął drugie miejsce w finale trzeciej edycji programu Hołos krainy, ukraińskiej wersji formatu The Voice. W 2018 wystąpił na koncercie zespołu Okean Elzy we Lwowie. W 2019 został laureatem gruzińskiej wersji programu Idol oraz, reprezentując Gruzję z utworem „Keep on Going”, wystąpił w 64. Konkursie Piosenki Eurowizji w Tel Awiwie, jednak nie zakwalifikował się do finału.